# Atella (stolica tytularna)
Atella (łac. Dioecesis Atellanus) – stolica historycznej diecezji w Italii erygowanej w roku 313, a skasowanej w roku 1053.
Współczesne miasto Orta di Atella w prowincji Caserta we Włoszech. Obecnie katolickie biskupstwo tytularne ustanowione w 1968 przez papieża Pawła VI.

## Biskupi tytularni
| Lp. | Biskup               | Funkcja                                                 | Od               | Do              |
| --- | -------------------- | ------------------------------------------------------- | ---------------- | --------------- |
| 1   | Giuseppe Ruotolo     | emerytowany biskup Ugento-Santa Maria di Leuca (Włochy) | 9 listopada 1968 | 11 czerwca 1970 |
| 2   | Vittorio Piola       | biskup pomocniczy Novary (Włochy)                       | 18 lipca 1970    | 15 lutego 1972  |
| 3   | Decio Lucio Grandoni | biskup pomocniczy Foligno (Włochy)                      | 22 lipca 1972    | 12 grudnia 1974 |
| 4   | Clemente Riva        | biskup pomocniczy Rzymu (Włochy)                        | 24 maja 1975     | 30 marca 1999   |
| 5   | Luigi Bonazzi        | nuncjusz apostolski                                     | 19 czerwca 1999  |                 |